# Rockoon

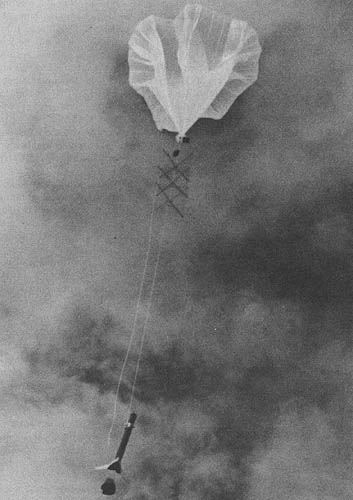
Rockoon-Start einer Deacon-Rakete

Ein Rockoon (englisch aus Rocket und Balloon) besteht aus einer von einem gasgefüllten Ballon in die Hochatmosphäre getragenen Rakete, die mit Feststoffantrieb oder Hybridantrieb ausgerüstet sein kann. Diese wird, wenn der Ballon nach ca. einer Stunde seine Maximalhöhe erreicht hat, gezündet und durchdringt beim Start den Trägerballon. Da die Rakete sich nicht durch die dichten Luftschichten bewegen muss, kann sie bei Einsatz auf einem Rockoon eine größere Höhe erreichen als bei einem Start vom Boden. Der geringere Luftwiderstand ermöglicht Bauformen der Rakete, die Material und Masse einsparen, zum Beispiel geringere Länge und größeren Durchmesser. In 36 km Höhe beträgt der Luftdruck nur rund 1 % des Luftdrucks am  Boden. Deshalb kann die Querschnittsfläche der Expansionsdüse bis zu 100-mal größer sein (10-facher Durchmesser der Austrittsöffnung) als in 0 m Höhe, was einen höheren Wirkungsgrad des Triebwerks ermöglicht und nahe an den Vakuumschub herankommt. Zudem werden die aerodynamischen Lasten auf die Rakete deutlich reduziert. Motivation für heutige Rockoon-Entwicklungen ist die Senkung der Startkosten.
Nachteil des Rockoons ist, dass keine genaue Ausrichtung der Rakete möglich ist, weshalb aus Sicherheitsgründen ein großes Gebiet für den Niedergang des Flugkörpers abzusperren ist. Auch kann mit einem Rockoon keine zielsuchende Rakete sinnvoll abgefeuert werden, weshalb das Rockoon keine größere militärische Bedeutung hat. Wegen der Nichtsteuerbarkeit des Ballons ist auch schwierig, den Niedergangsort einer zu bergenden Nutzlastkapsel festzulegen. Durch die Verwendung von Schubvektorsteuerung, Trägheitsnavigationssystemen und Global Positioning System lassen sich in neuerer Zeit diese Nachteile aber ausgleichen.

## Geschichte
Die erste Rockoon wurde 1952 von Dr. James Van Allen gestartet. Besonders zwischen 1952 und 1960 waren Rockoons populär, gerieten aber wegen ihrer Unzuverlässigkeit in Vergessenheit. Heute arbeiten Startups erneut an der Idee des Rockoons weiter.
Seit 2014 wird das Prinzip des Rockoons für den Low-Density Supersonic Decelerator verwendet.

## Rezeption
1992 benannte die Band Tangerine Dream ihr 20. Album "Rockoon".